# Durand (Illinois)

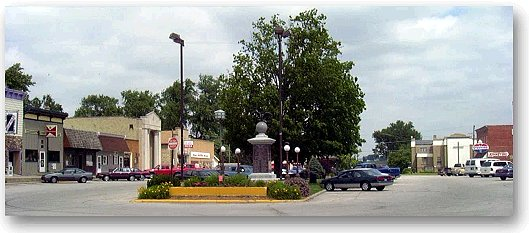
Een parkeerplaats in Durand

Durand is een plaats (village) in de Amerikaanse staat Illinois, en valt bestuurlijk gezien onder Winnebago County.

## Demografie
Bij de volkstelling in 2000 werd het aantal inwoners vastgesteld op 1081. In 2006 is het aantal inwoners door het United States Census Bureau geschat op 1083, een stijging van 2 (0,2%).

## Geografie
Volgens het United States Census Bureau beslaat de plaats een oppervlakte van 2,3 km², geheel bestaande uit land. Durand ligt op ongeveer 235 m boven zeeniveau.

## Plaatsen in de nabije omgeving
De onderstaande figuur toont nabijgelegen plaatsen in een straal van 20 km rond Durand.